# 수호성인

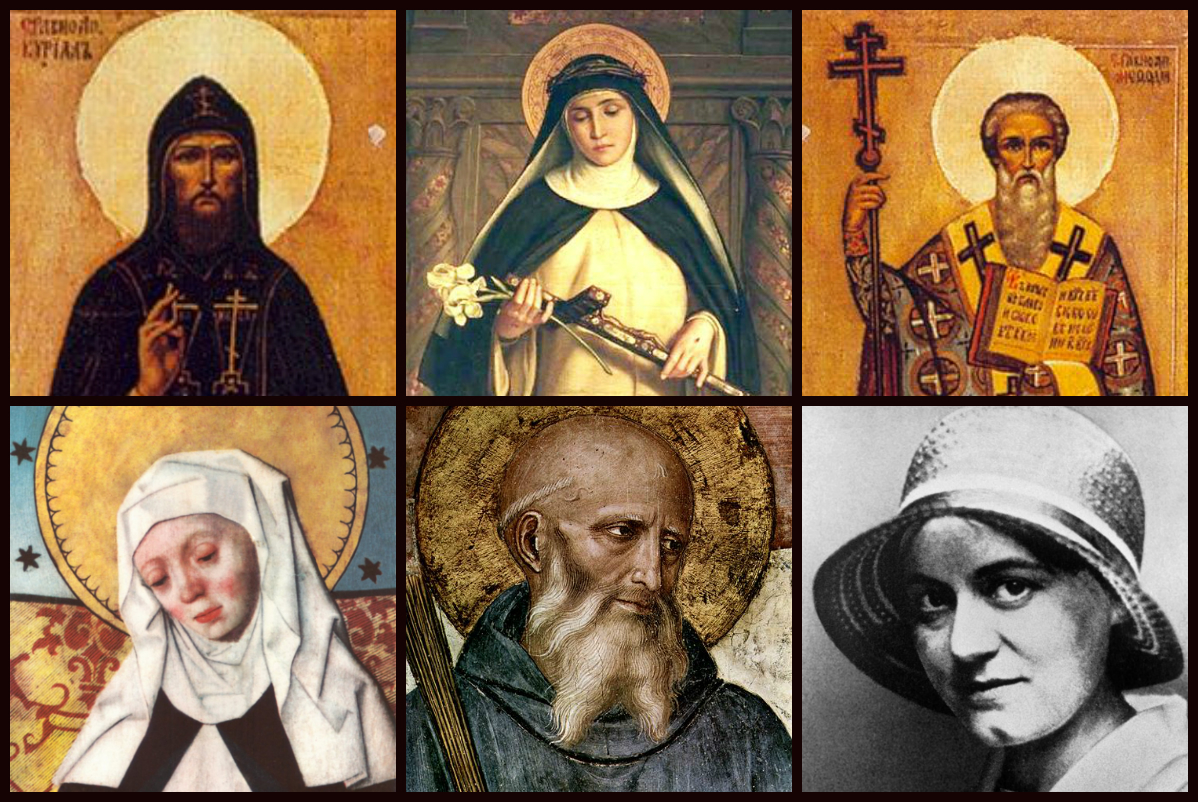

수호성인(守護聖人; patron saint, patroness saint, patron hallow, heavenly protector) 또는 주보 성인(主保聖人)이란 천주교, 동방정교회, 오리엔트 정교회, 성공회 등의 그리스도교 교파들에서 특별히 보호자로 설정하여 받드는 성인을 의미한다.

## 개요
로마 가톨릭교회와 동방 정교회 등에서는 어떤 직업, 장소, 국가, 개인이 특정한 성인을 보호자로 삼아 존경하며, 그 성인을 통하여 하느님께 청원하며, 하느님의 보호를 받을 수 있다고 보는데, 이러한 성인을 수호성인, 혹은 주보성인이라 한다. 가톨릭과 개신교의 중간적 위치에 있는 성공회도 비록 공적 기도와 예배에서 성인들에게 전구를 포함하는 경우는 매우 드물지만 성당, 관구마다 주보성인이 지정되며 신자들이 성인의 이름을 딴 신명(세례명)을 받는 등 수호성인 전통이 남아있으며, 특히 앵글로가톨릭 성공회는 성인공경을 중시하여 기도 생활에 수호성인에 대한 전구를 포함하는 성직자, 수도자, 신자들도 있다. 이러한 관습은 두 개의 교리에 그 기초를 두고 있다. 하나는 사도신경의 모든 성인의 통공(1고린10,16: 2고린 13,13)이고, 다른 하나는 하느님의 나라의 구성원들은 각자가 특수한 기능을 수행하고 있다(1고린 1,9: 12,8. 13)는 바오로 사도의 가르침이다.
성당에 수호성인을 세우는 관습은 순교자의 묘지 위에 성당을 건립하고 그 순교자를 수호성인을 모시는 일이 많았던 사실에서 비롯한다. 그리하여 3세기경까지는 순교자만이 성당의 수호성인이 될 수 있었으나 기독교가 로마의 국교로 공인된 이후에는 증거자, 주교, 선교사, 성당의 창설자, 신비(예를 들면 삼위일체, 십자가, 구세주) 등도 성당의 수호성인이 되었다. 이처럼 수호성인의 관습은 성인 공경의 한 형태로 생겨난 것이었다. 가톨릭 성당의 명의(titulus, 주보명, 경우에 따라 주보)에 관해서 교황청 경신성사성의 공지(1999년 2월 10일)에 따르면, '성당이 아닌 경우에 수호자(patronus)를 정하며 이 수호자는 하느님 곁에서 전구하거나 변호하는 창조된 존재여야 하지만, 성당의 경우에는 삼위일체, 하느님의 위격들로도 선정할 수 있는 주보, 주보명(titulus)을 정하도록 구별하고 있다.  그리하여 삼위일체, 성령 등은 성당의 주보로는 가능하지만, 국가, 지역, 관구의 수호자로는 선정될 수 없다. 참고로 주요 수호자를 살펴보면, 보편 천주교회의 수호자 성 요셉, 한국 천주교회의 수호자 원죄 없이 잉태되신 성모 마리아, 이탈리아의 수호자 성 프란치스코, 프랑스의 수호자 쟌타르크 등이다.
한 개인이 수호성인을 모시는 관습은 이보다 늦게 생겨났다. 그러나 4세기 초에는 기독교적인 이름이나 성서적인 이름을 세례명(christian name)으로 선택하는 일이 상당히 널리 퍼져 있었다. 이것은 세례명으로 선택한 성인을 따라 살겠다는 의지임과 동시에 이름을 바꿈에 따라 그 사람도 변화한다는 성서의 내용에 의거한 것이다. 즉 아브람이 아브라함으로, 시몬이 베드로로, 사울이 바오로로 개명한 사례가 그것이다. 그러나 그리스나 스페인 외에 일반적으로 예수나 그리스도는 세례명으로 선택하지는 않는다.
한편 직업이나 단체에 대한 수호성인도 있다. 이것은 교황에 의해 결정되는데, 예컨대 요셉은 교회, 알로이시오 곤자가는 청년과 학생, 빈첸시오 아 바오로는 자선단체, 프란치스코 사베리오는 출판단체, 아기 예수의 성녀 데레사는 세계포교의 수호성인이다.

## 비판
종교 개혁 이후 개신교, 특히 개혁주의 계열에서는 성경적 근거가 없다는 이유로 수호성인 전통을 받아들이지 않는다. 종교개혁가 및 주류 개신교 신학자들은 성모나 성인들에 대한 신심이 그리스도에 대한 신앙을 흐리게 할 수 있다고 본다. 이러한 맥락에서 성공회 사제, 신학자이자 감리회의 선구자인 존 웨슬리 신부도 자신이 속한 국교회(잉글랜드 성공회)에서 성당마다 주보성인을 지정하고 기념하는 전통이 중단되어야 한다고 생각했다. 그러나 성공회에는 수호성인 공경의 문화가 교회의 전통으로서 존중되어왔으며, 루터교에서도 문화와  신학적 성향에 따라(특히 북유럽 루터교) 수호성인 전통을 일정 부분 차용하는 곳도 있다.

## 같이 보기
- 가톨릭 성인 달력
- 한국의 로마 가톨릭 성인